# Namibiana gracilior
Namibiana gracilior – endemiczny gatunek węża z podrodziny Leptotyphlopinae w rodzinie węży nitkowatych (Leptotyphlopidae).
Gatunek ten osiąga długość do 22,5 cm. Ciało w kolorze od brązowego do czarnego.
Występuje na terenie Afryki Południowej.
W związku z najnowszymi badaniami wąż ten jest klasyfikowany jako Namibiana gracilior z rodzaju Namibiana należącego do plemienia Leptotyphlopini.